# Канал Одер — Хафель
О́дер — Ха́фель (нем. Oder-Havel-Kanal (OHK)) — канал в Германии и Польше, соединяющий реки Одра и Хафель. Длина — 82,8 км, средняя глубина — 2 м.
Начинается на границе Польши и Германии, от польского городка Цедыня, с немецкой стороны — Одерберг. Оканчивается впадением в приток Эльбы реку Хафель у города Хеннигсдорф, около Берлина.
Канал был построен в 1908—1914 гг. Первоначальное название канала — канал Гогенцоллерна (Hohenzollern Canal).